# Veiðileysufjörður

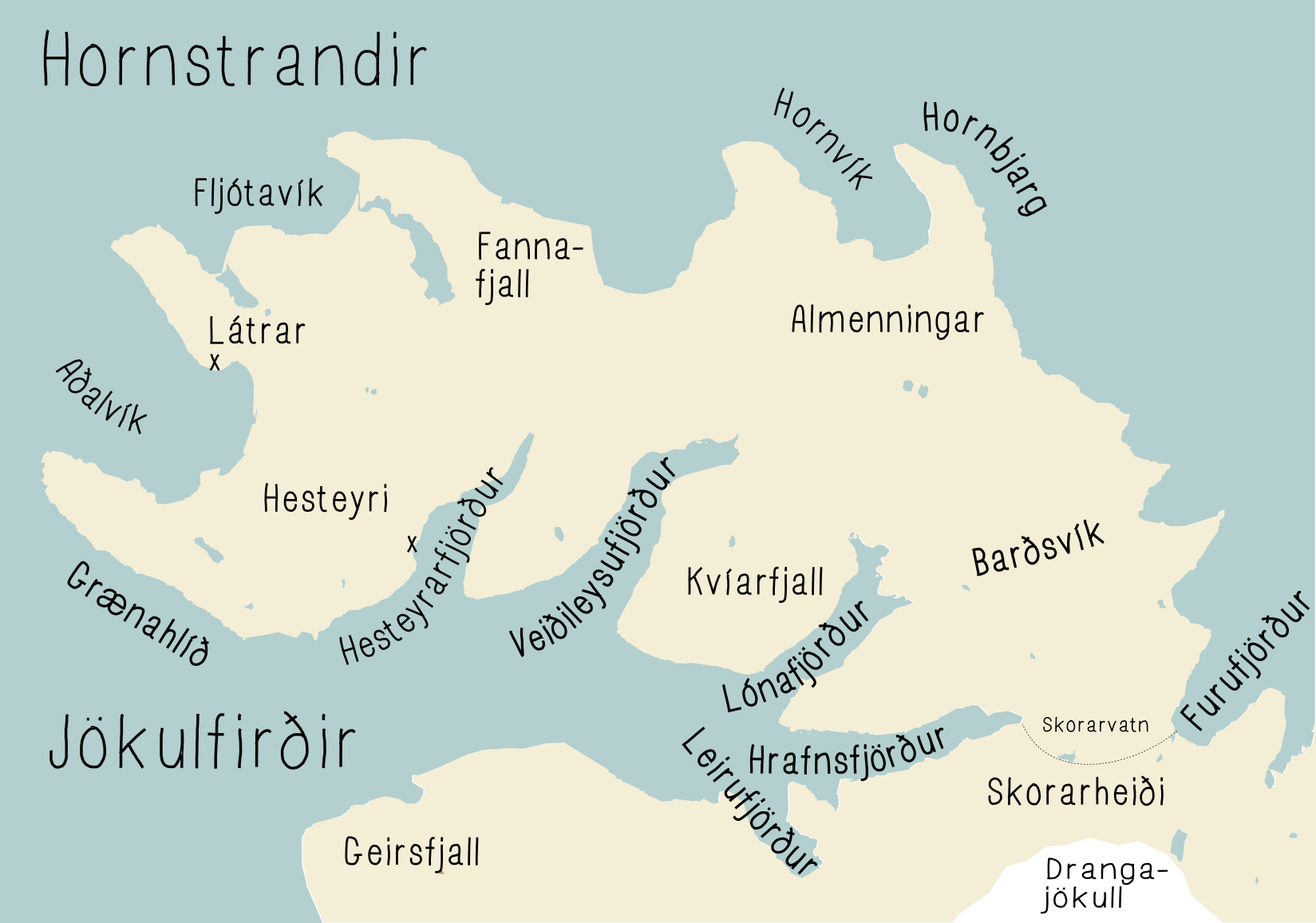
Mappa dei Jökulfirðir

Il Veiðileysufjörður (in lingua islandese: Fiordo senza pesca) è un fiordo situato nella regione dei Vestfirðir, i fiordi occidentali dell'Islanda.

## Descrizione
Il Veiðileysufjörður è il più lungo dei Jökulfirðir, un gruppo di cinque fiordi situati sulla sponda settentrionale del grande fiordo Ísafjarðardjúp. Il fiordo è largo 3 km e si estende per 9 km nell'entroterra. 
Oggi non ci sono più case abitate in modo permanente nel Veiðileysufjörður, che non è accessibile tramite collegamenti stradali, come nel caso degli altri quattro fiordi del Jökulfirðir.

## Jökulfirðir
Gli altri quattro fiordi che formano i Jökulfirðir, sono:
- Hesteyrarfjörður (fiordo di Hesteyri)
- Lónafjörður (fiordo della laguna)
- Hrafnsfjörður (fiordo del corvo)
- Leirufjörður (fiordo del limo)

## Accesso
Non c'è nessun collegamento stradale che permetta di accedere al Veiðileysufjörður e agli altri quattro fiordi del Jökulfirðir, che però possono essere raggiunti tramite imbarcazione da Ísafjörður, Bolungarvík e Súðavík.